# Hans Hörmann
Hans Hörmann (Múnic, 7 d'octubre de 1923) va ser un ciclista alemany que va ser professional entre 1946 i 1952. Va combinar tant la carretera com el ciclisme en pista.
El seu germà Ludwig també fou ciclista professional.

## Palmarès en carretera
- 1948
  - Vencedor de 2 etapes a la Volta a Alemanya
- 1950
  - Vencedor d'una etapa de la Volta a Alemanya

## Palmarès en pista
- 1944
  -  Campió d'Alemanya en persecució per equips
- 1951
  -  Campió d'Alemanya en madison (amb Ludwig Hörmann)